# Rajella fuliginea
Rajella fuliginea is een vissensoort uit de familie van de Rajidae. De wetenschappelijke naam van de soort is voor het eerst geldig gepubliceerd in 1954 door Bigelow & Schroeder.